# Arianops thornei
Arianops thornei är en skalbaggsart som beskrevs av Barr 1974. Arianops thornei ingår i släktet Arianops och familjen kortvingar. Inga underarter finns listade i Catalogue of Life.